# Koreț
Koreț (în ucraineană Корець) este orașul raional de reședință al raionului Koreț din regiunea Rivne, Ucraina. În afara localității principale, nu cuprinde și alte sate.

## Demografie
Componența lingvistică a orașului Koreț
     Ucraineană (98,47%)
     Rusă (1,31%)
     Alte limbi (0,15%)
Conform recensământului din 2001, majoritatea populației orașului Koreț era vorbitoare de ucraineană (98,47%), existând în minoritate și vorbitori de rusă (1,31%).